# Stuttgarter Hymnus-Chorknaben
Koordinaten: 48° 47′ 26,1″ N, 9° 10′ 18,9″ O
Die Stuttgarter Hymnus-Chorknaben sind ein Knabenchor in Stuttgart. Träger ist die Evangelische Kirche in Stuttgart. Das Repertoire des Chors umfasst geistliche Vokalmusik vom Frühbarock bis zur Gegenwart.
Pro Jahr tritt der Chor in etwa 20 Konzerten auf. Hinzu kommt die Mitgestaltung von jährlich mindestens 12 Gottesdiensten in Stuttgarter Kirchen. Einmal im Jahr finden eine Probenfreizeit sowie eine Konzertreise ins In- oder Ausland statt.
2017 hatte der Chor 207 Mitglieder im Alter von 6 bis 25 Jahren, davon im Konzertchor 82 Knaben und 35 Männer. 2025 hatte der Chor etwa 150 Mitglieder.
Der Hymnus-Chor hat kein Internat. Die Jungen wohnen bei ihren Eltern und besuchen verschiedene Schulen.
Jeder Chorknabe wird im Einzelunterricht von ausgebildeten Stimmbildnern geschult. Diese individuelle Förderung wird während der ganzen Knabenchorzeit und auch im Männerchor fortgesetzt.
Der Verein Förderkreis der Stuttgarter Hymnus-Chorknaben e. V. unterstützt den Chor finanziell.

## Geschichte

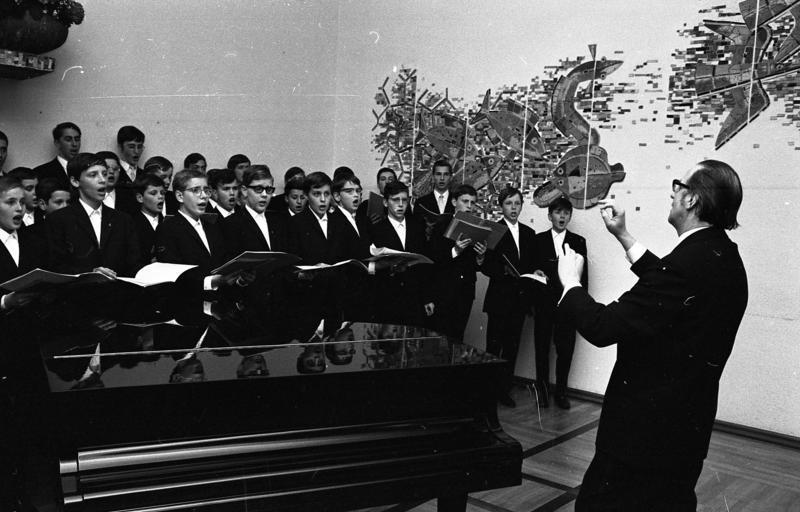
Stuttgarter Hymnus-Chorknaben, Konzert-Chor (1969)

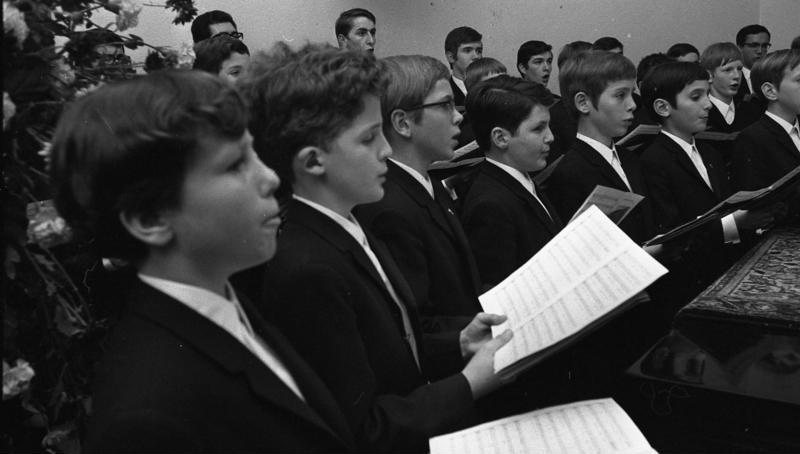
Mitglieder der Stuttgarter Hymnus-Chorknaben während eines Auftrittes 1970

Der Chor wurde 1900 von Paul Lechler gegründet. Der erste Chorleiter war Gotthold Kimmerle. Vorbilder für die Gründung waren die Knabenchöre aus Leipzig (Thomanerchor) und Dresden (Kreuzchor).
Der Chor erlangte nach dem Zweiten Weltkrieg unter Gerhard Wilhelm durch Konzertreisen im In- und Ausland Anerkennung und ist seither fester Bestandteil des Stuttgarter Musiklebens. 1987 legte Gerhard Wilhelm nach 41 Jahren seine Tätigkeit als Leiter des Chores aus Altersgründen nieder. Ihm folgte Eckhard Weyand (Leitung 1987–1992), danach Hanns-Friedrich Kunz (Leitung 1992–2010). Seit April 2010 leitet Rainer Johannes Homburg den Chor. Zum 1. November 2025 wird die Chorleitungsstelle neu besetzt.
Seit 1970 probt der Chor im eigenen Chorheim, welches von Günter Behnisch entworfen wurde.

## Ehemalige Sänger (Auswahl)
- Thomas Friz
- Daniel Gloger
- Christoph Haas
- Wolfgang Isenhardt
- Thomas Laske
- Hans Jörg Mammel
- Michael Nagy
- Thomas Posth
- Wolfgang Schmid
- Rainer Trost
- Andreas Weller